# Дубра, Мечислав Язепович
Мечислав Язепович Дубра (латыш. Mečislavs Dubra, 8 ноября 1934, Кеповская волость — 22 сентября 2003) — советский партийный и государственный деятель, председатель Рижского горисполкома (1976—1984). Член КПСС с 1957 года.

## Биография
Родился в погосте Кеповас, латыш.
Окончил Тартуский государственный университет и Высшую партийную школу при ЦК КПСС.
- 1953—1961 председатель плановой комиссии Резекненского райисполкома.
- 1961—1964 заместитель председателя Резекненского горисполкома, второй секретарь Резекненского горкома компартии Латвии, председатель Резекненского горисполкома.
- 1964—1976 заведующий отделом местных советских органов Управления делами Совета Министров Латвийской ССР.

С 1976 по 1984 год — председатель Рижского горисполкома. Период бурного развития промышленного потенциала Риги, перехода от 5-этажной к 9-этажной застройке, появления микрорайонов Пурвциемс-3 и Межциемс.
С 1984 года — заведующий отделом торговли и бытового обслуживания ЦК Компартии Латвии. В конце 1980-х гг. заведующий социально-экономическим отделом Центрального Комитета.
Член ЦК Компартии Латвии. Депутат Верховного Совета Латвийской ССР 9-10-11-го созывов. Председатель Комиссии по торговле и бытовому обслуживанию населения Верховного Совета Латвийской ССР.
Сочинения:
- Законы Латвийской ССР о районном, городском, районном в городе Советах депутатов трудящихся [Текст] : Учеб. пособие / М-во высш. и сред. спец. образования ЛатвССР. Межотраслевой ин-т повышения квалификации специалистов нар. хоз-ва ЛатвССР. Фак. управления нар. хоз-вом. Кафедра гос.-правовых наук. — Рига : [б. и.], 1972 [вып. дан. 1973]. — 33 с.; 19 см.

Умер 22.09.2003 в Риге.